# Csonkharisnya

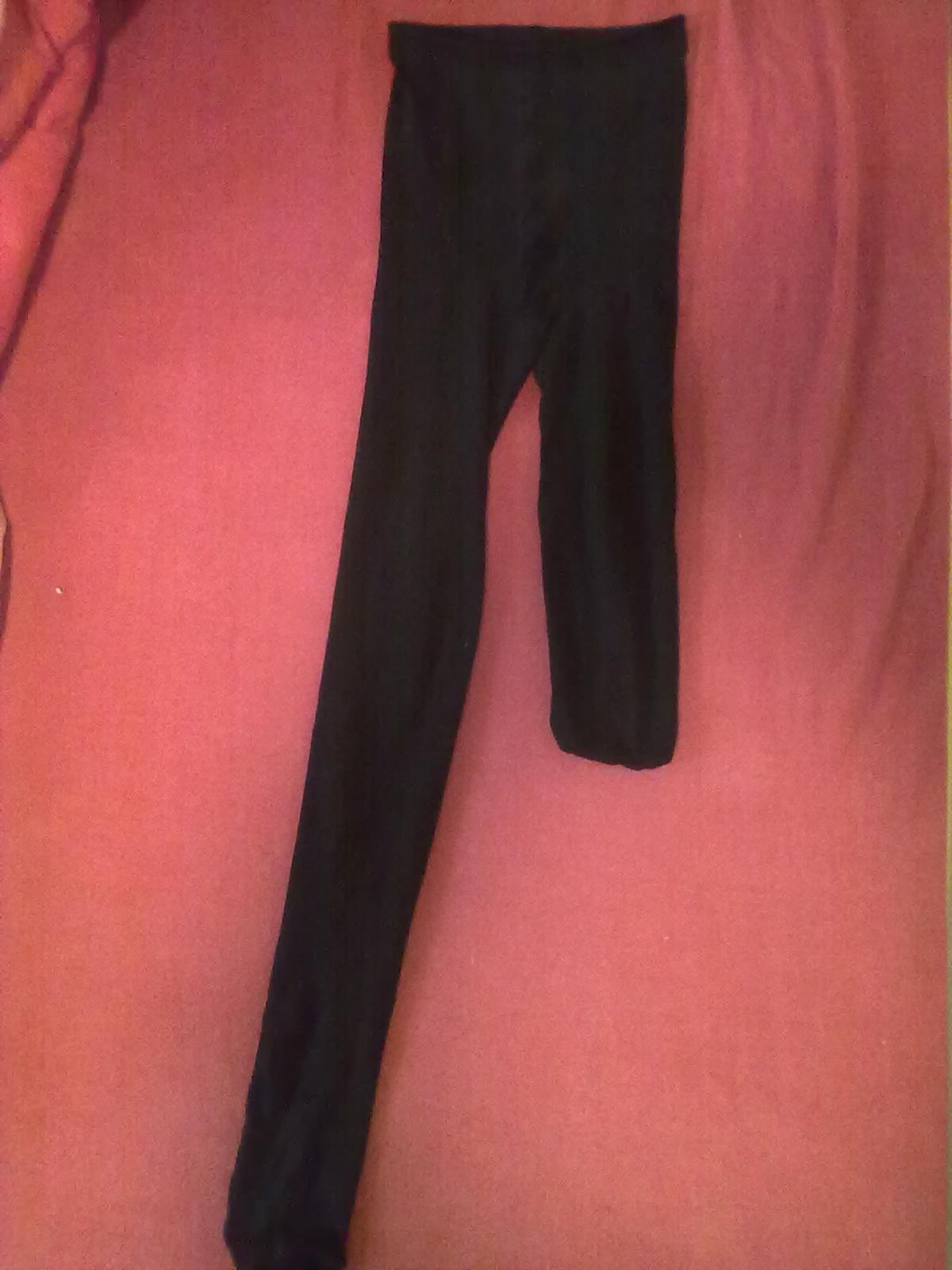
Harisnyanadrág csonkolt alsó végtagra

A csonkharisnya a végtag eltávolítása – amputáció – után a csonkolt végtagon viselt harisnya.
Célja a csonk védelme, formálása, melegen tartása (különösen télen), a csonködéma megelőzése, a jobb illeszkedés biztosítása, illetve a fantomfájdalom csökkentése. Érzékeny csonkra speciális csonkharisnya való. A csonkformálás alatt akár nyolc-tíz csonkharisnyára is szükség lehet. A művégtagokat több éves szakmai gyakorlatot szerzett ortopéd-műszerészek készítik. Magyarországon ma nem képeznek ki embereket erre a szakmára. Régebben évente négy párat kaptak az érintettek, de ez megváltozott, ma már csak évi egy jár.
Kar és lábszár esetében egy kb. 20 cm-es – egyik végén zárt – cső. Combamputáltak esetében egy olyan harisnyanadrág, amelynek az egyik szárát „méretre” szabják.
Sok esetben egy vastagabb vagy kompressziós harisnyanadrág is megfelel, ha az amputált láb felőli szárát méretre vágják. A protézissel együtt naponta tisztán kell tartani.